# Wolfgang Koch (Sänger)

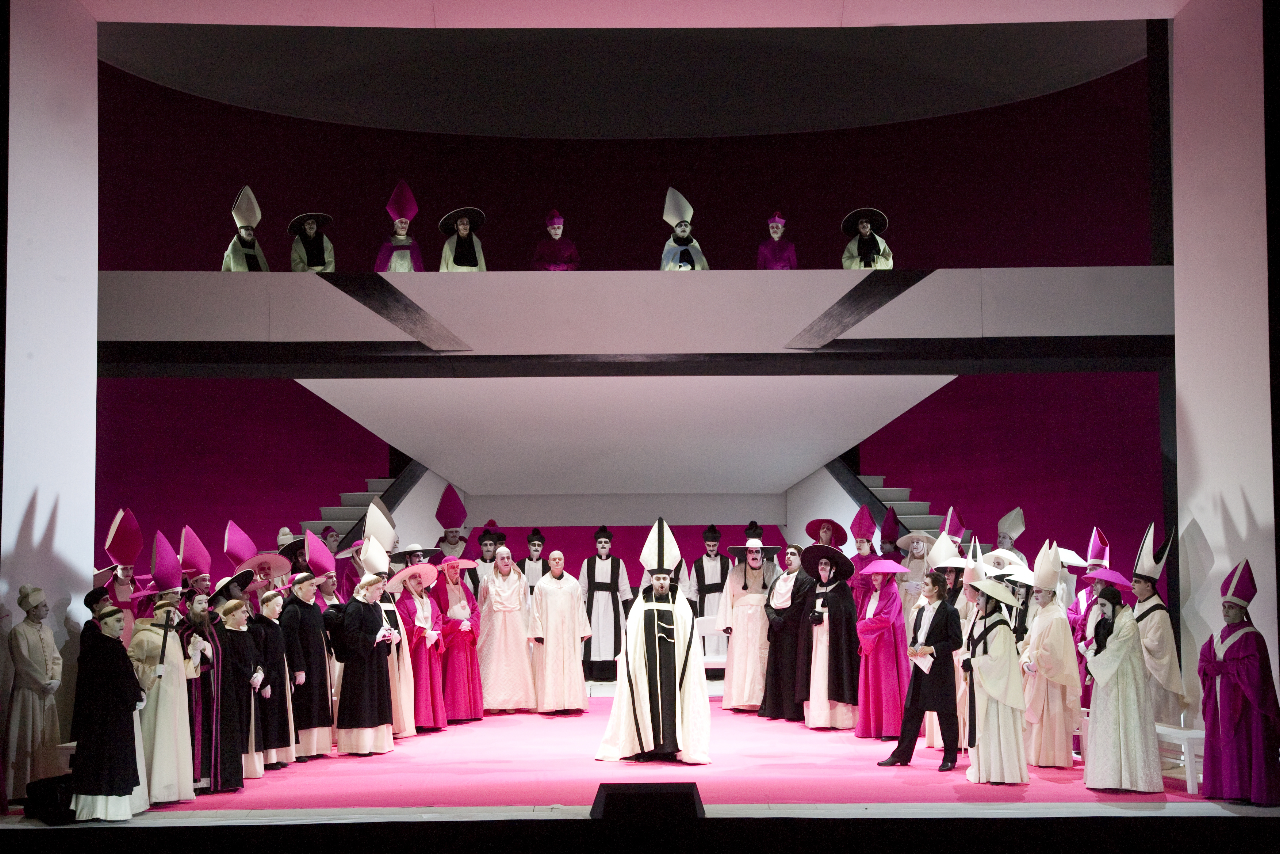
Wolfgang Koch (Mitte) als Kardinalslegat Morone in Palestrina an der Hamburgischen Staatsoper (2011)

Wolfgang Koch (* 1966 in Burghausen) ist ein deutscher Opernsänger (Bariton). Der dramatische Bariton ist vor allem für seine Wagner-Partien bekannt.

## Leben
Wolfgang Koch studierte Gesang an der Musikhochschule München und war daneben Schüler von Josef Metternich in Feldafing und Gianni Raimondi in Mailand. Nach seinem Studium war er ab 1991 als Solist am Stadttheater Bern fest engagiert. 1993 wechselte er zum Staatstheater Stuttgart, wo er bis 1996 blieb. Danach arbeitet er als freischaffender Sänger, wurde aber regelmäßig als Gast am Stadttheater Bern verpflichtet. 2005 zog Koch nach Wien um, wo er an der Volksoper engagiert war. In Wien lebt er noch heute.

## Repertoire
Zu Kochs Wagner-Repertoire gehören der Hans Sachs aus den Meistersingern, eine Partie, in der er 2004 in Bielefeld debütierte, und in der er seitdem in Frankfurt, an der Wiener Staatsoper und am Royal Opera House Covent Garden in London auftrat. Als Kurwenal in Tristan und Isolde war er schon bei den Salzburger Festspielen und in Hamburg zu hören. 2008 debütierte Koch als Alberich im Ring der Hamburgischen Staatsoper. Daneben hatte Wolfgang Koch Erfolge mit großen Partien in eher selten gespielten Opern, so mit der Titelrolle in Busonis Doktor Faust (München 2008) und dem Kardinallegat Morone bzw. dem Kardinal Borromeo in Pfitzners Palestrina (München 2009/Hamburg 2011/Frankfurt 2010 unter Kirill Petrenko). An der Wiener Staatsoper sang Koch neben dem Hans Sachs auch Kothner in Die Meistersinger von Nürnberg, Telramund in Lohengrin und Jochanaan in Salome, im Theater an der Wien die Titelpartie in Mathis der Maler von Hindemith (2012).
2013 debütierte er bei den Bayreuther Festspielen als Wotan/Wanderer in Wagners Ring.
2014/2015 gab er in der Premiere der Frau ohne Schatten an der Bayerischen Staatsoper Barak, in dieser Rolle war er auch an der Wiener Staatsoper zu sehen.

## Auszeichnungen
- 2014 Ehrentitel Bayerischer Kammersänger, verliehen vom Bayerischen Staatsministerium für Bildung und Kultus, Wissenschaft und Kunst[2]

## Rezeption
Im Auftrag der Bayerischen Staatsoper porträtierte 2013 der Videokünstler Christoph Brech Wolfgang Koch in einem achtminütigen Video für deren Porträtgalerie im Foyer und den Wandelgängen. Es zeigt den Sänger in sieben Rollen: als Wotan aus dem Ring des Nibelungen, als Don Pizarro aus Fidelio, als Alberich, als Jochanaan aus der Oper Salome von Richard Strauss, als Carlo Borromeo aus der Oper Palestrina von Hans Pfitzner und als Don Giovanni. Die siebte ist eine Wunschrolle, die er noch nicht gesungen hat: der Falstaff aus der gleichnamigen Oper von Giuseppe Verdi. Dabei bleibt Kochs Blick auf den Betrachter in allen Rollen gleich, die Verwandlung geschieht, anfangs kaum wahrnehmbar, vor den Augen des Zuschauers. Das Porträt stellt „einen gelungenen Versuch dar, künstlerische Wandlungsfähigkeit und Rollenporträts einzufangen und zu gestalten“.